# Aeroportul Republic
Aeroportul Republic (IATA: FRG, ICAO: KFRG, FAA LID: FRG) este un aeroport din New York, Statele Unite ale Americii ce deservește zona Long Island. Aeroportul a fost tranzitat în 2019 de 15.720 de pasageri. A fost deschis în 1928.
Situat la o altitudine de 24 m, aeroportul dispune de 2 piste.

## Infrastructură

### Piste
Aeroportul dispune de 2 piste. Pista 01/19 are suprafața de asfalt și dimensiunile 5.516 picioare × 150 picioare. Pista 14/32 are suprafața de asfalt și dimensiunile 6.833 picioare × 150 picioare. 